# Instituto de Biomedicina de Sevilla
El Instituto de Biomedicina de Sevilla (IBIS) es un centro de investigación I+D+i español en el campo de la biomedicina, acreditado por el Instituto de Salud Carlos III y de gestión mixta por las entidades creadoras, encuadrado dentro del área de «Biología y biomedicina» del Consejo Superior de Investigaciones Científicas (CSIC). Se encuentra ubicado en el área del complejo hospitalario del Hospital Universitario Virgen del Rocío en Sevilla.

## Origen misión y campos de trabajo
El centro fue creado formalmente en 2006 en virtud de un convenio firmado por la Consejerías de Salud e Innovación, Ciencia y Empresa de la Junta de Andalucía, el Servicio Andaluz de Salud, la Universidad de Sevilla  y el CSIC. Su antecedente inmediato y del que fue sucesor lo representaba el Laboratorio de Investigaciones Biomédicas (LIB), creado en 2000 mediante acuerdo entre la Consejería de Salud de la Junta de Andalucía, el Servicio Andaluz de Salud, y la Universidad de Sevilla.
La misión del IBIS es contribuir a potenciar la investigación biomédica en España, constituyéndose como un espacio de alto nivel en el sur de Europa. Se trata de desarrollar un trabajo multidisciplinar en esta área, con el objetivo de llevar a cabo investigación competitiva de nivel internacional sobre las causas de las patologías más prevalentes en la población y el desarrollo de nuevos métodos de diagnóstico y tratamiento para las mismas.
El IBIS se basa en la investigación fundamental a nivel molecular o celular con el objetivo de la transferencia inmediata de los conocimientos a la realidad clínica, potenciando al mismo tiempo la investigación de calidad clínica y epidemiológica.

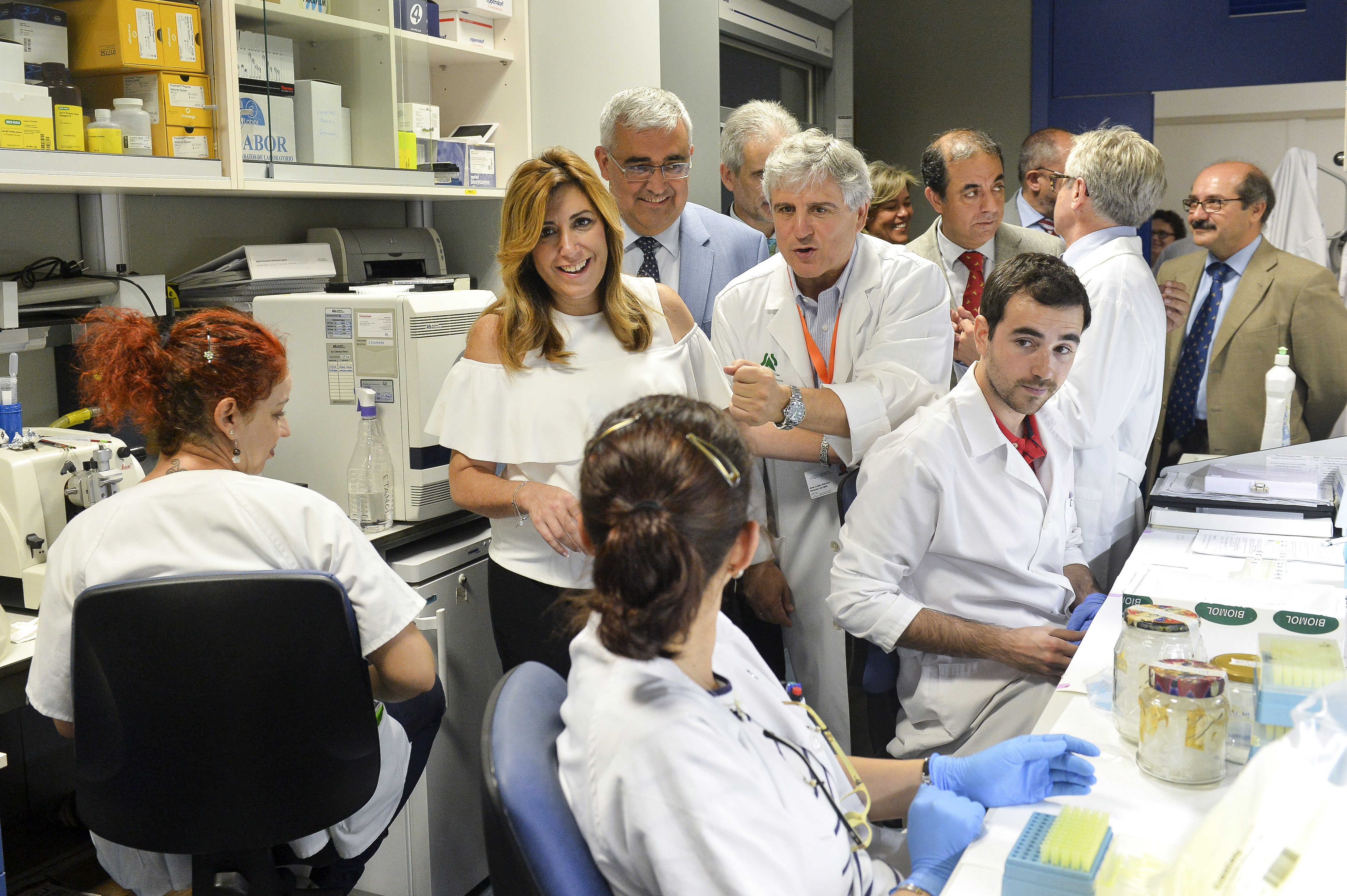

Actualmente (en 2019) el IBIS desarrolla cinco programas de investigación, centrados en las enfermedades infecciosas y del sistema inmunitario, las neurociencias, la oncohematología y la genética, la patología cardiovascular y respiratoria y las enfermedades hepáticas, digestivas e inflamatorias, contando con más de 300 personas investigadoras y cerca de 600 publicaciones científicas de los principales avances conseguidos en sus distintos estudios.